# Samantha Mathis
Samantha Mathis (ur. 12 maja 1970 na Williamsburg w Nowym Jorku) – amerykańska aktorka filmowa i telewizyjna.

## Filmografia

### Filmy fabularne
- 1990: Więcej czadu jako Nora Diniro
- 1992: To jest moje życie jako Erica Ingels
- 1992: Dolina paproci jako Crysta (głos)
- 1993: Super Mario Bros. jako księżniczka Daisy
- 1993: W pogoni za sukcesem jako Miranda Presley
- 1994: Małe kobietki jako dorosła Amy March
- 1995: Prezydent: Miłość w Białym Domu jako Janie Basdin
- 1995: Jack i Sarah jako Amy
- 1995:  Skrawki życia jako Sophia Darling Richards
- 1996: Tajna broń jako Terry Carmichael
- 2000: American Psycho jako Courtney Rawlinson
- 2001: Mgły Avalonu (TV) jako Gwenifer
- 2004: Punisher jako Maria Castle
- 2004: Miasteczko Salem (TV) jako Susan Norton
- 2010: Pogrzebany jako Linda Conroy (głos)
- 2012: Atlas zbuntowany. Część II[1] jako Dagny Taggart
- 2014: Affluenza jako Bunny Miller
- 2016: Amerykańska sielanka jako Penny Hamlin
- 2017: Ray Meets Helen jako Mary
- 2018: Węzeł śmierci jako Cindy Burnside
- 2018: Boarding School jako Isabel
- 2018:  You Can Choose Your Family jako Bonnie

### Seriale TV
- 1999-2000: Ryzykowna gra jako Sophie Green

- 2001: Na starcie jako Ann Weller
- 2003, 2014, 2020: Prawo i porządek: sekcja specjalna (3 różne role)
- 2005: Prawo i porządek: Zbrodniczy zamiar jako dr Christine Ansel
- 2006: Dr House jako Maria Palko
- 2007: Zagubieni jako Olivia Goodspeed
- 2009: Bananowy doktor jako Amy Hill
- 2009: Chirurdzy jako Melinda Prescott
- 2011: Pohamuj entuzjazm jako Donna
- 2013: Pod kopułą jako Alice Calvert
- 2011: Pohamuj entuzjazm jako Donna
- 2014: Żona idealna[1] jako Bonita Yarrow
- 2015-2016: Wirus jako Justine Feraldo[1]
- 2019-2020: Billions jako Sara Hammon